# Nacerdes melanura

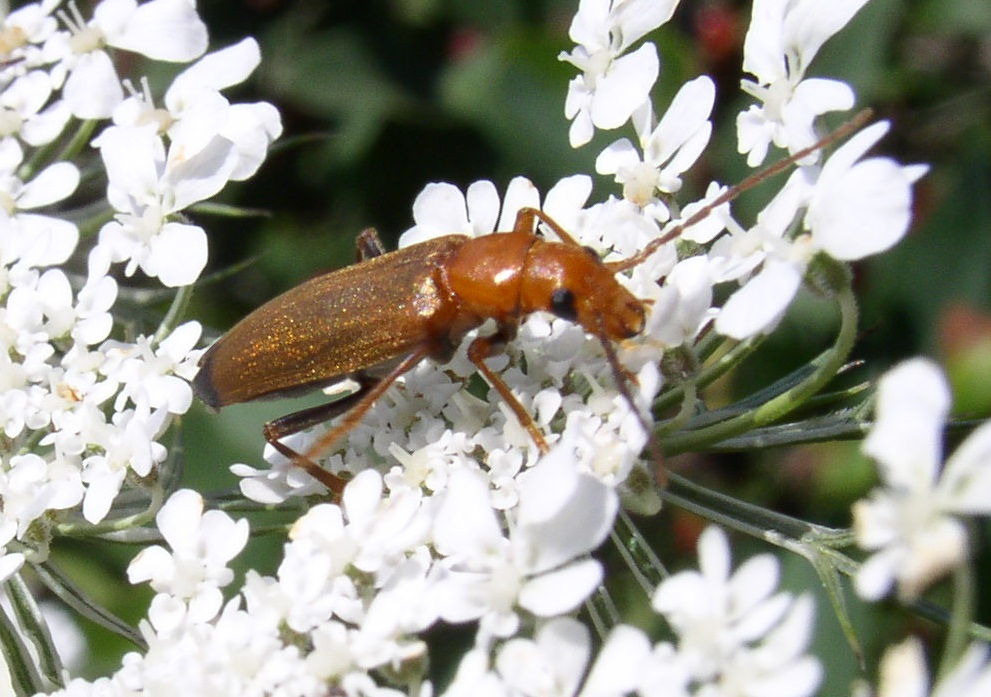
N. melanura en Maine.

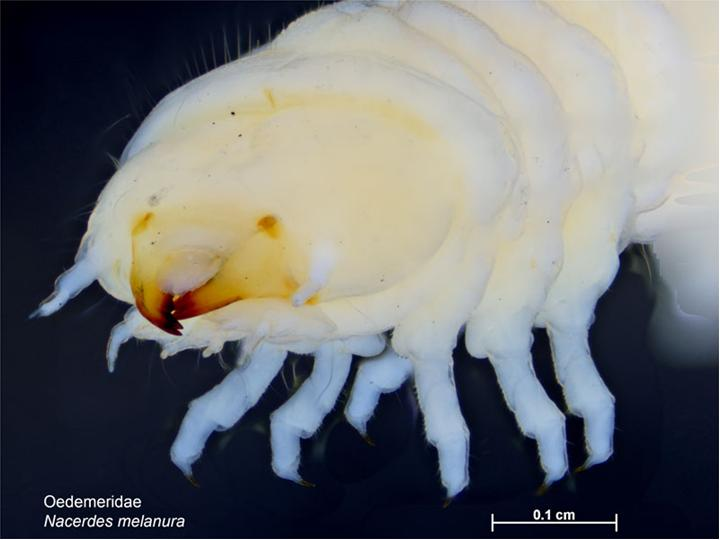
Cabeza de larva

 Nacerdes melanura es una especie de coleóptero polífago de la familia Oedemeridae. Es originario de Europa, pero ha sido introducido por el hombre en los Estados Unidos, Australia, Sudáfrica y muchas otras partes del mundo.

## Descripción
Las hembras ponen sus huevos, de color crema y ligeramente curvados, en madera en descomposición. Las larvas son blanquecinas y disponen de mandíbulas para perforar y triturar la madera de la que se alimentan. Los adultos miden de 10-12 mm de longitud y son de color amarillo a naranja. El cuerpo es delgado y las antenas miden la mitad de la longitud del cuerpo. 

## Biología
Su ciclo vital dura un año en climas templados, dos o más en climas fríos. Las larvas se alimentan de madera por ello son considerados una plaga de las construcciones. Los adultos pueden emerger en gran número del suelo de los edificios y viven unos pocos días.

## Hábitat
Especie originaria del Viejo Mundo; se ha difundido hasta alcanzar una distribución cosmopolita, generalmente en zonas costeras, donde haya madera húmeda en descomposición.

## Distribución
Se ha constatado su presencia en Australia y Reino Unido, pero no se han encontrado en Irlanda. En América del Norte, donde causan serios problemas no se sabe a ciencia cierta si son autóctonos o introducidos a través del comercio de la madera.
Se ha constatado su amplia presencia en gran parte de Europa y también en España, sobre todo en las zonas litorales, aunque también vive en el interior.

## Impacto para el ser humano
Nacerdes melanura es considerado una plaga de la madera puesta en obra ya que perfora madera vieja y mal ventilada, húmeda e incluso empapada en agua de mar, ya que la larva tolera elevadas concentraciones de sal. Se ha citado en embarcaderos y muelles, edificios portuarios, barcos, e incluso postes de telégrafo empapados con orina; los agujeros que hacen las larvas disminuyen las propiedades de resistencia de la madera. El roble, el chopo y pino son algunas de las maderas atacadas. La época de los peores ataques es entre junio y agosto.